# Helvella lacunosa
Helvella lacunosa, conhecido como "orelha-de-gato" em Portugal, “slate grey saddle” ou “fluted black elfin saddle” na América do Norte, e simplesmente como “elfin saddle” na Grã-Bretanha, é um fungo ascomiceto da família Helvellaceae. É uma das espécies mais comuns do gênero Helvella. O cogumelo é facilmente identificado pelo seu píleo cinzento de forma irregular, pelo estipe canelado e pelas superfícies inferiores difusas. Encontra-se normalmente no leste da América do Norte e na Europa, perto de árvores caducifólias e coníferas no verão e no outono.

## Taxonomia
O naturalista escocês John Lightfoot escreveu sobre ela em sua obra Flora Scotica, de 1777, chamando-a de Helvella mitra, ou helvella enrolada.
O fungo foi formalmente descrito pelo botânico sueco Adam Afzelius em 1783. Seu epíteto específico é o adjetivo latino lacunosa, que significa “com buracos”. O nome genérico era originalmente um tipo de erva italiana, mas passou a ser associado aos cogumelos. H. sulcata; uma vez separada, devido a certas diferenças na estrutura do lóbulo, agora foi descartada ou é apenas um sinônimo. Não foi possível fazer uma distinção clara entre as duas.

## Descrição
Não é raro que o Helvella lacunosa pareça ser feito de cera. Ele tem um píleo irregularmente dobrado ou enrugado que pode ter tons de cinza-ardósia a preto e medir de 1 a 10 centímetros, embora geralmente tenha entre 2 e 5 cm. A margem pode ser fundida com o estipe enrugado e sem anel, que possui câmaras em seu interior, medindo de 3 a 15 cm de altura e de 1 a 3 cm de largura. O estipe pode ser branco quando jovem e mais escuro com a idade, embora possa ser de qualquer tom de cinza. A esporada é branca, os esporos ovais medem em média (12) 15-21 x (9) 11-14 μm. Ocasionalmente, são encontradas formas com tampa branca. Elas podem ser distinguidas da Helvella crispa [en] de cor branco-creme pela superfície inferior da tampa peluda e pelas margens enroladas quando jovens. Outra espécie semelhante é a H. maculata, que tem um píleo marrom.

## Distribuição e habitat
Essa espécie é comum no leste da América do Norte e também é encontrada na Europa, no Santuário de Rododendros de Varsey [en], em Siquim, no Japão, e na China. É frequente nas zonas alpinas e temperadas dos hemisférios norte e sul. A espécie ocorre sob pinheiros, carvalhos e abetos-de-Douglas e em parques e gramados próximos. Os corpos frutíferos aparecem no final do verão e no outono, embora tenham sido registrados no inverno na Califórnia. Frequentemente ocorre em solo queimado.
Duas espécies de aparência semelhante ocorrem no oeste da América do Norte: a Helvella vespertina [en], associada a coníferas e a H. dryophila, associada a carvalhos. A H. lacunosa europeia foi encontrada no leste da América do Norte, mas raramente no oeste.

## Ecologia
A espécie pode ser atacada por Hypomyces cervinigenus [en] ou Clitocybe sclerotoidea.

## Comestível
Essa espécie é consumida e considerada ótima por algumas pessoas após o cozimento, embora os estipes não sejam consumidos. Lightfoot a considerou comestível em 1777, e vários guias a listam como comestível, mas esse gênero agora é considerado suspeito devido à presença de compostos tóxicos em várias espécies relacionadas. Foi relatado que a espécie causa sintomas gastrointestinais quando consumida crua. Ela pode conter pequenas quantidades da toxina monometil-hidrazina, portanto é necessário cozinhá-la. Roger Phillips a chama de “comestível, mas não vale a pena”.